# Сигнифер
Сигнифер (на латински: Signifer, signum – „знак“, ferre – „нося, донасям“) е носачът на полевия знак (signum) на центурията в римската войска. Той принадлежал към rincipales (подофицери) и получвавал два пъти по-висока заплата от тази на обикновения легионер.
Сигниферите носели специален шлем, на който е закачена препарирана глава на хищно животно (вълк, лъв, мечка). Предните лапи на кожата се връзвали на гърдите, остатъкът от кожата покривала гърба на сигнифера. За разлика от другите легионери сигниферът не носи скутум, а малък овален щит (parma equestris), подобен на щитовете носени от римската конница. За сигнифери се назначавали опитни войници с доказана смеслост – сигнумът служил за даване на прости визуални команди по време на битка, той е ценен символ и съответно е защитаван да не попадне във вражеските ръце.
Сигниферът е следващият по ранг войник в центурията след центуриона. Той обаче не е тактическият заместник на центуриона в битката (това бил optio).
Най-висшият по ранг сигнифер в един легион e аквилифера (aquilifer), който носи легионския орел. Това била особена почетна служба за заслужили подофицери малко преди тяхното освобождение от военната служба.
Днес понятието се използва във формата на signiferar, за министрантите, носителите на епископските инсигнии, митра и жезъла-бастун по време на църковна служба в католическата църква.